# Nachführung (Solartechnik)

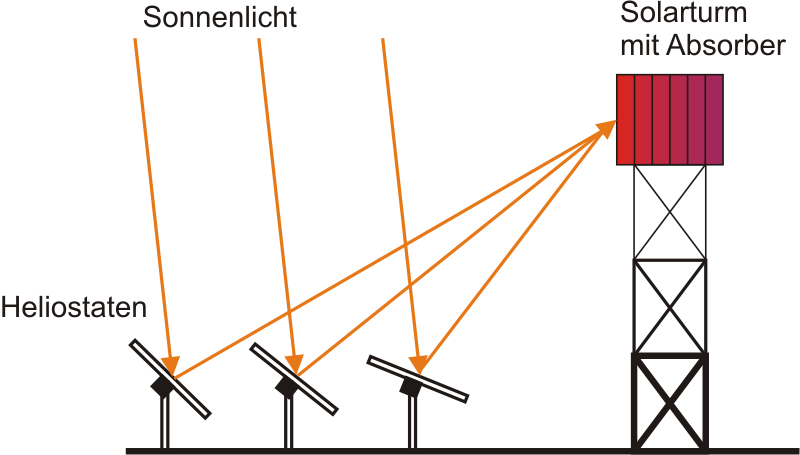
Nachführung von Heliostaten bei einem Solarturmkraftwerk

Durch eine Nachführung von solaren Ernteflächen kann der Energiegewinn im Gegensatz zu fester Montage optimiert werden.
Die besten Wirkungsgrade erzielen Solarmodule und Sonnenkollektoren, wenn sie lotrecht zur Sonne ausgerichtet sind. Durch Nachführsysteme können die Ernteflächen, je nach Sonnenstand, in ihrer Ausrichtung zur Sonne, im Tagesverlauf und Jahresverlauf optimiert werden.
Die Nachführsysteme werden entweder ein- oder zweiachsig umgesetzt. Maßgeblich für den Einsatz ist der Breitengrad. Je näher zum Äquator gelegen, desto weniger gibt es im Jahresverlauf Abweichungen vom horizontalen Stand der Sonne und einachsige Systeme, welche dem Lauf der Sonne von Ost nach West, daher von Morgens bis Abends folgen, sind ausreichend effektiv. Im Gegensatz dazu variiert in weiter vom Äquator entfernten Standorten der Sonnenstand je nach Jahreszeit stark und zweiachsige Systeme, welche die Fläche von Solarmodulen zusätzlich in der Elevation ausrichten, sind effektiver.
Vor allem der Ertrag durch Direktstrahlung wird dadurch deutlich erhöht, bei Diffusstrahlung bieten sensorgesteuerte Nachführungen Vorteile, da sie auch auf diese, sowie Reflexionen durch beispielsweise Schnee reagieren. Nachführungen, welche durch mit astronomischen Daten programmierte Steuerungen ausgerichtet werden, bieten diesen Vorteil nicht.
Technisch aufwendige Nachführungen rechnen sich im Hausgebrauch nicht, dagegen ist eine Nachführung durch Heliostaten bei einem Solarturmkraftwerk Grundvoraussetzung für die Funktionsweise.
Eine Beispielumsetzung mit Nachführung als Studie ist das Heliotrop (Gebäude).

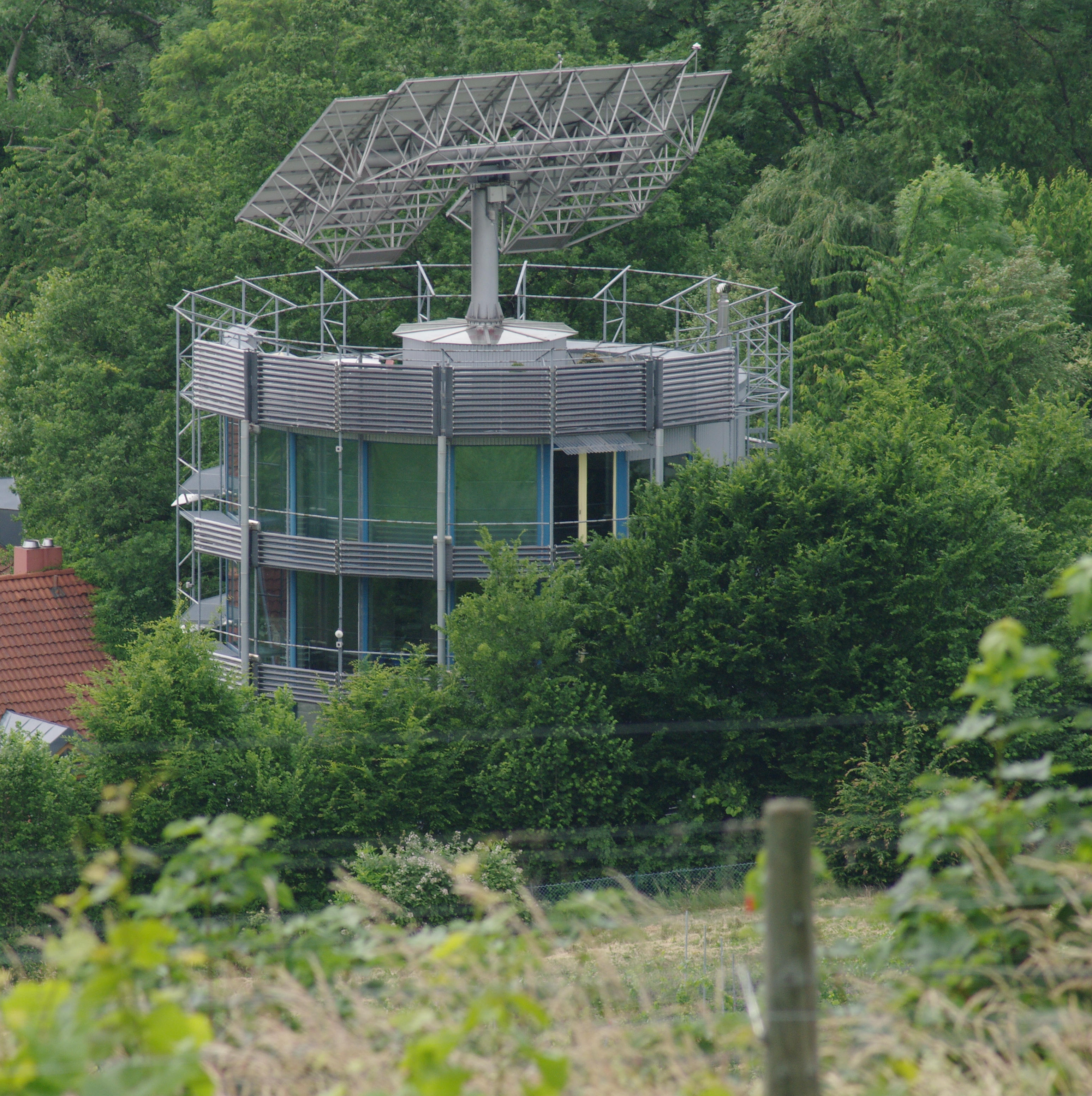
Studie: Heliotrop Gebäude, als Solardrehhaus